# Robert Kohnen
Robert Kohnen (né le 2 juin 1932 à Saint-Vith, et mort le 26 décembre 2019 à Dilbeek) est un claveciniste et organiste belge.

## Biographie
Robert Kohnen fait des études d'orgue à l'Institut Lemmens et au Conservatoire royal de Bruxelles, et il apprend en autodidacte à jouer du clavecin.
Au début de sa carrière professionnelle en 1954, Robert Kohnen est cofondateur du Alarius-Ensemble avec la violoniste Janine Rubinlicht et Wieland Kuijken. De 1960 à 1971 il est claveciniste de l'ensemble « Musiques Nouvelles » fondé par Pierre Bartholomée et d'illustres membres comme Henri Pousseur et Philippe Boesmans, pour interpréter de la musique d'avant-garde.
En 1968, il est demandé au Alarius-Ensemble, entretemps rejoint par Sigiswald Kuijken, d'interpréter des pièces de compositeurs de la Renaissance en alternance avec des œuvres contemporaines  lors d'un concert à Louvain. À partir de cette époque l'ensemble se spécialise de plus en plus dans la musique ancienne. Ainsi Robert Kohnen est parmi les pionniers de l'interprétation historique sur instruments anciens au Benelux, en Allemagne et en France. L'ensemble est ensuite renforcé par des musiciens comme Gustav Leonhardt, Frans Brüggen, Anner Bylsma, Lucy van Dael, René Jacobs, Paul Dombrecht, Roel Dieltiens, le bassoniste Danny Bond et d'autres.
Le Alarius-Ensemble à l'initiative du label Harmonia Mundi et de Gustav Leonhardt, s'intègre en 1972 dans l'ensemble La Petite Bande, d'abord pour enregistrer un opéra de Lully. Sigiswald Kuijken en prend la direction et Robert Kohnen en devient le claveciniste et l'organiste.
Robert Kohnen est souvent appelé par l'ensemble Kuijken pour des tournées de concerts dans les quatre coins du monde. Une centaine d'enregistrements de disques ou CD marquent sa carrière musicale. Avec son soutien et l'initiative du flutiste Jean-Pierre Boullet fut fondé en 1990 le Séminaire de Musique Ancienne en Wallonie à Spa, déménagé dix ans plus tard à Farnières, qui accueille chaque année une centaine d'étudiants de musique, pour se spécialiser auprès de professeurs et solistes de renom international de l'interprétation historique.
Jusqu'en 1997, Robert Kohnen était professeur de clavecin aux conservatoires royaux de Bruxelles et de Mons, au-delà il a donné des masterclasses en Belgique, Allemagne, France, Japon, Italie et au Canada.
Ses enregistrements en tant que soliste sont consacrés à des œuvres de J.S. Bach, J.J. Fux, F. Couperin, J.Ph. Rameau, J. Haydn.